# Catena Aiguilles d'Arves-Mas de la Grave
La Catena Aiguilles d'Arves-Mas de la Grave (detto anche Massiccio d'Arvan-Villards oppure Massiccio des Arves) è un gruppo montuoso francese nelle Alpi del Delfinato.
Si trova nei dipartimenti dell'Isère, della Savoia e delle Alte Alpi.

## Toponimo

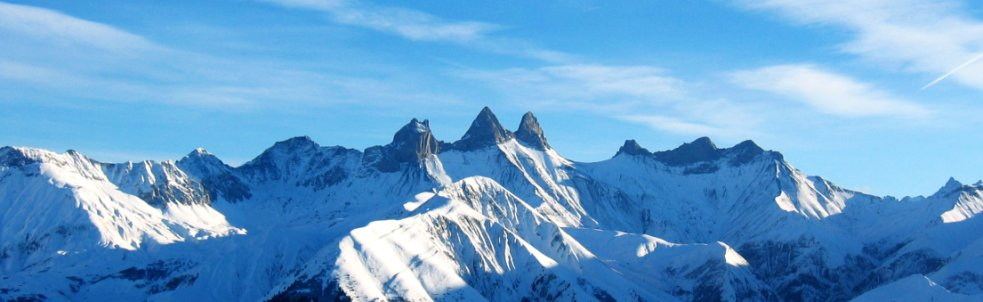
Vista panoramica delle Aiguilles d'Arves.

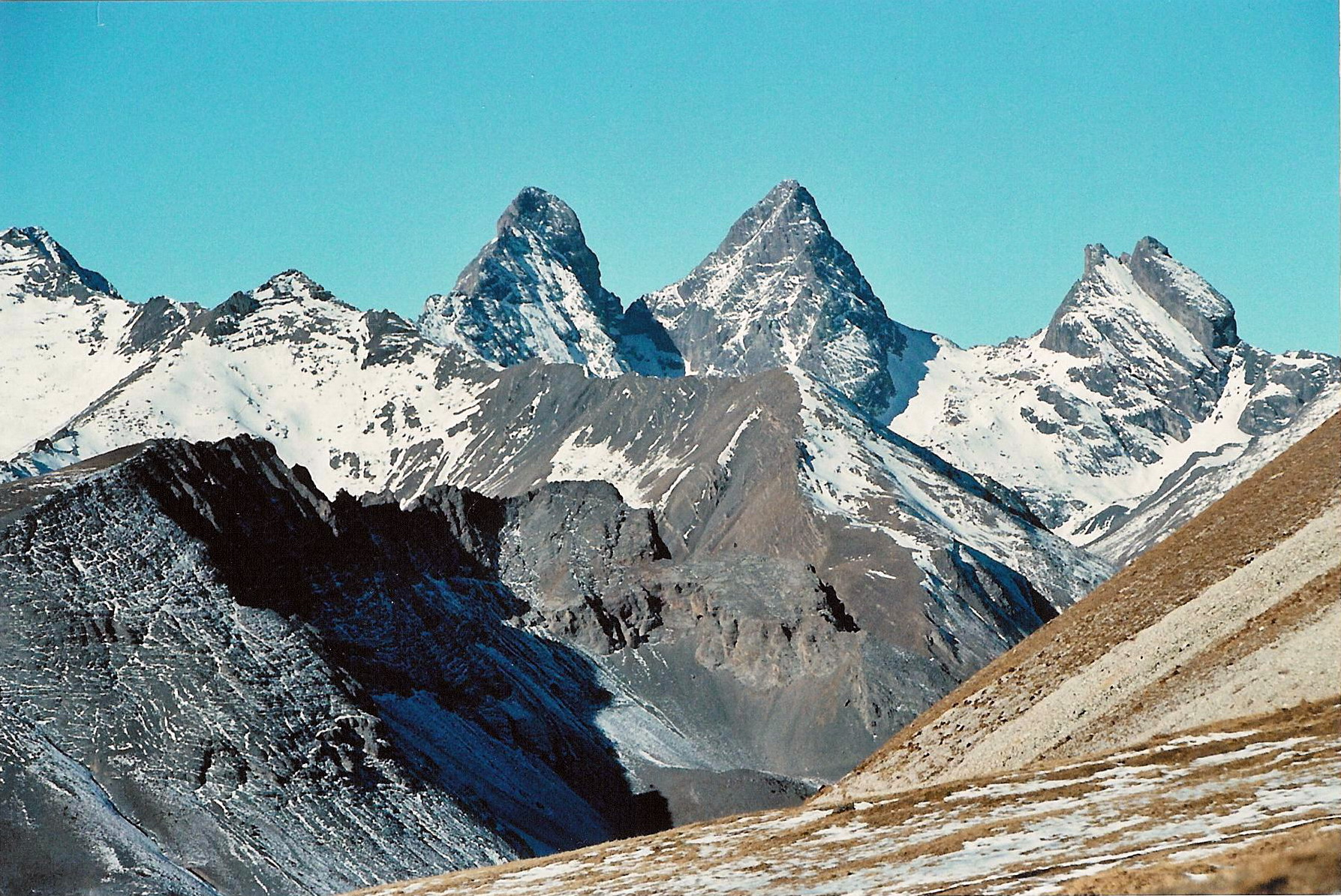
Auguille d'Arves

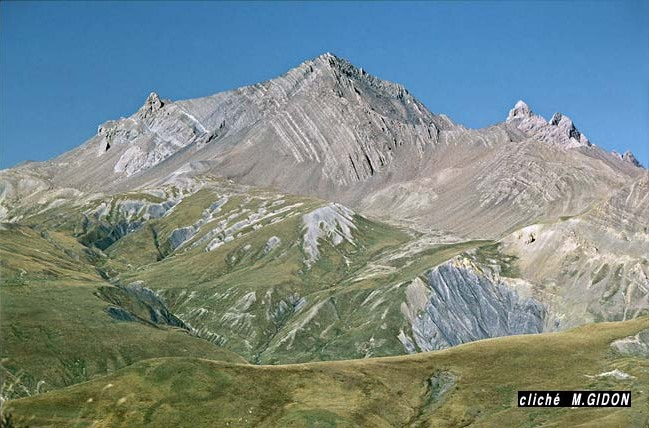
Golèon

Prende il nome dalle Aiguilles d'Arves e dal Pic du Mas de la Grave, le due montagne più significative. In alternativa prende anche il nome dal torrente Arvan, affluente dell'Arc.

## Classificazione
Secondo la SOIUSA il gruppo montuoso è un supergruppo con la seguente classificazione:
- Grande parte = Alpi Occidentali
- Grande settore = Alpi Sud-occidentali
- Sezione = Alpi del Delfinato
- Sottosezione = Alpi delle Grandes Rousses e delle Aiguilles d'Arves
- Supergruppo = Catena Aiguilles d'Arves-Mas de la Grave
- Codice = I/A-5.I-A

## Delimitazioni
Ruotando in senso orario i limiti geografici sono: Colle del Galibier, Colle del Lautaret, fiume Romanche, Col des Près Nouveaux, torrente Arvan, fiume Arc, torrente Valloirette, Colle del Galibier.

## Suddivisione
La Catena Aiguilles d'Arves-Mas de la Grave è suddivisa in due gruppi e cinque sottogruppi:
- Massiccio delle Aiguilles d'Arves (1)
  - Gruppo delle Aiguilles d'Arves (1.a)
  - Gruppo Pierre Fendue-Gros Grenier-Grande Chible (1.b)
  - Gruppo Saussaz-Goléon (1.c)
- Massiccio Mas de la Grave-Torches (2)
  - Gruppo dei Torches (2.a)
  - Gruppo del Mas de la Grave (2.b)

## Vette principali
- le Aiguilles d'Arves, punto culminante, 3514 m
- Il Goléon, 3427 m
- le Aiguilles de la Saussaz, 3361 m
- la Pointe d'Argentière, 3237 m
- l'Aiguille de l'Épaisseur, 3230 m.
- Il Pic des Trois Évêchés, 3116 m
- Il Pic du Mas de la Grave, 3020 m
- la Cime des Torches, 2958 m
- la Grande Chible, 2932 m
- les Pics Buffe d'en Haut, 2930 m
- Il Gros Grenier, 2911 m
- Il mont Pellard, 2886 m
- la Pointe d'Émy, 2797 m
- Roche Olvéra, 2651 m
- Il mont Falcon, 2624 m
- la pointe de l'Ouillon, 2432 m
- Il mont Corbier, 2232 m
- Il mont Charvin, 2207 m